# Флаг Яранского района
Флаг муниципального образования Яра́нский муниципальный район Кировской области Российской Федерации — опознавательно-правовой знак, служащий официальным символом муниципального образования.
Флаг утверждён 10 сентября 2010 года решением Яранской районной Думы № 388 и внесён в Государственный геральдический регистр Российской Федерации с присвоением регистрационного номера 6382.

## Описание
«Флаг Яранского муниципального района представляет собой прямоугольное полотнище с отношением сторон (ширины к длине) 2:3, воспроизводящее герб Яранского муниципального района в синем, жёлтом, белом и красном цветах».
Геральдическое описание герба гласит: «В лазоревом поле серебряный пояс, сопровождаемый вверху и внизу золотыми утками с червлёными глазами, клювами и лапами».

## Обоснование символики
В основу флага положен проект герба уездного города Яранска, составленный 10 ноября 1859 года. Эта преемственность демонстрирует богатые историко-геральдические корни официальных символов Яранского муниципального района, а также указывает на связь с современными символами города Яранска, административного центра Яранского района, образующими единый официальный символико-геральдический комплекс яранской земли.
Жёлтый цвет (золото) олицетворяет солнце — источник жизни и богатства, как материального, так и духовного, и символизирует верность, милосердие, справедливость, человеколюбие, умеренность, славу, счастье, великодушие, щедрость и мудрость.
Белый цвет (серебро) означает правдивость, надежду, благородство, искренность, победоносность, единодушие и согласие.
Красный цвет олицетворяет силу, мужество и доблесть.
Синий цвет (лазурь) — символ мира и мирного неба, любви к родине, упорства и стремления к победе.